# Michel Polac
Michel Polac (ur. 10 kwietnia 1930 w Paryżu, zm. 7 sierpnia 2012 tamże) –  francuski dziennikarz prasowy, telewizyjny i radiowy, producent, pisarz, krytyk literacki i filmowiec.
W 1955 r., Michel Polac stworzył, wraz z François Régisem Bastide'em, audycję radiową pt. Le Masque et la Plume, na antenie radia France Inter; prowadził ją do 1970 roku, i istnieje ona do dzisiaj. Polac prowadził m.in. kontrowersyjny program telewizyjny, Droit de réponse (1981-1987, Prawo do odpowiedzi) na antenie największej ówczesnej francuskiej telewizji publicznej TF1. Program został zdjęty z anteny w momencie prywatyzacji stacji (zakupionej przez firmę Bouygues).

## Publikacje

### Filmografia

#### Reżyseria
- 1968 : La Fatigue
- 1969 : Un fils unique, film.
- 1969 : D'un Céline l'autre, documentaire.
- 1970 : Demain la fin du monde, film.
- 1971 : Ça ne peut plus durer, film.
- 1973 : La Chute d'un corps, film.
- 1975 : Question de confiance, film.
- 1975 : Monsieur Jadis, film telewizyjny.
- 1977 : Un comique né, film telewizyjny.
- 1976 : Les Conquérants de l'inutile, film.
- 1979 : L'Homme sandwich, film telewizyjny.
- 1980 : La Sourde oreille, film telewizyjny.
- 1981 : Le Beau monde, film telewizyjny.
- 1991 : La Chute d'un corps, film video.
- 1998 : Fragment d'un autoportrait en vieil ours, film video.

#### Aktor
- 1997 : Post coïtum animal triste, reż. Brigitte Roüan.
- 2005 : Imposture, reż. Patrick Bouchitey(inne języki).